# Knoxville
Knoxville é uma cidade localizada no estado americano do Tennessee, no Condado de Knox. Foi fundada em 1791, e incorporada em 1815.

## Geografia
De acordo com o United States Census Bureau, a cidade tem uma área de 269,8 km², onde 255,2 km² estão cobertos por terra e 14,6 km² por água.

## Demografia
Segundo o censo nacional de 2020, a sua população é de 190 740 habitantes e sua densidade populacional é de 745,91 hab/km². É a terceira cidade mais populosa do Tennessee. Possui 88 009 residências, que resulta em uma densidade de 344,91 residências/km².